# Vega Sund
De Vega Sund is een zeestraat in het Nationaal park Noordoost-Groenland in het oosten van Groenland. De inham maakt deel uit van het fjordencomplex van de Koning Oscarfjord.
De inham heeft een lengte van meer dan 110 kilometer en verbindt de Koning Oscarfjord in het oosten met de Groenlandzee in het westen. Ten noorden van de inham ligt het eiland Geographical Society Ø en ten zuiden Traill Ø.
De eerstvolgende grote inham in het noorden is de Foster Bugt met de Sofia Sund en de Keizer Frans Jozeffjord, en 15 kilometer naar het zuiden ligt de Mountnorrisfjord.